# Campanula cervicaria

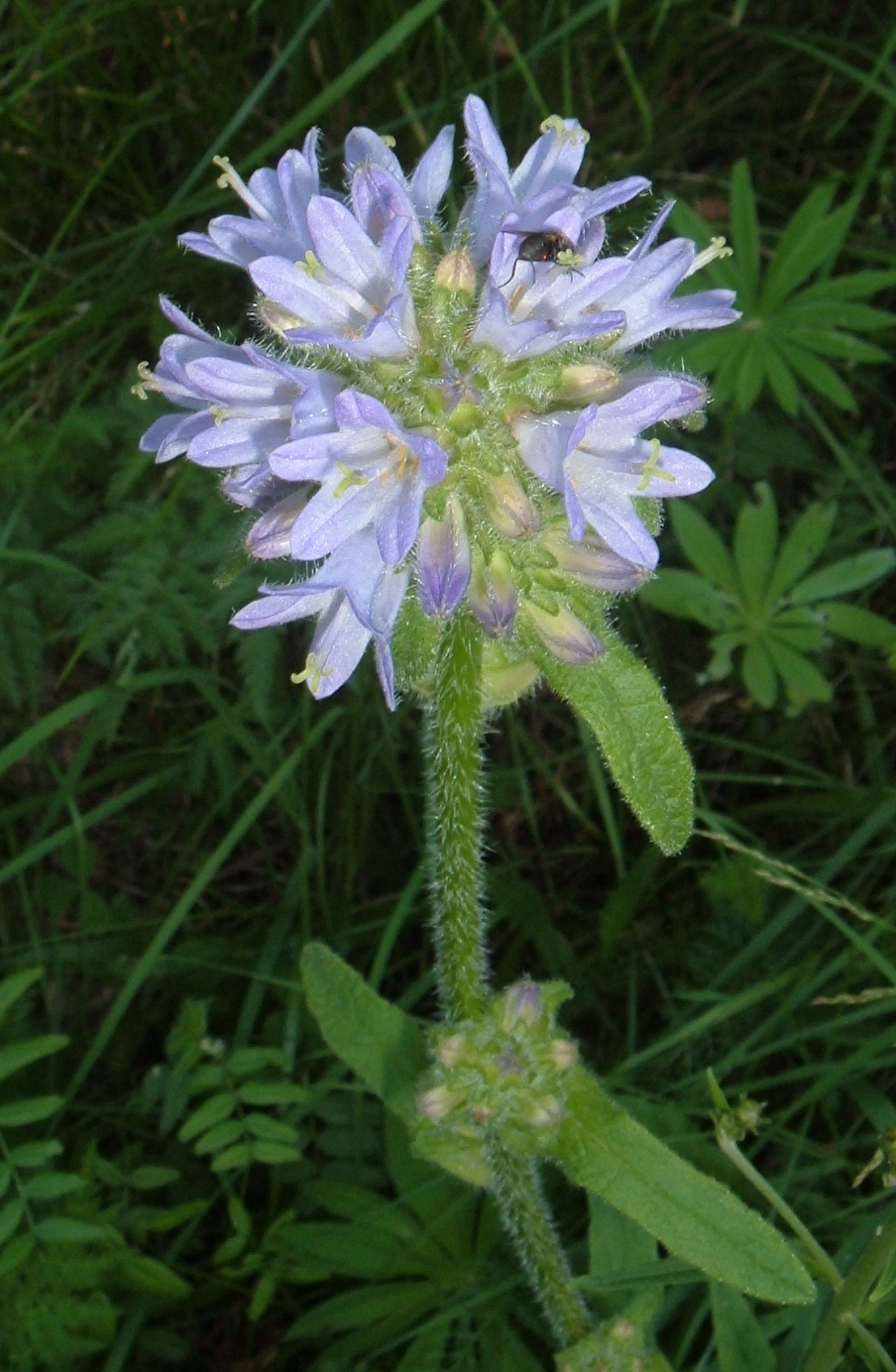
Campanula cervicaria

La campanula ruvida (nome scientifico Campanula cervicaria L., 1753) è una pianta erbacea dai fiori blu a forma di campanella appartenente alla famiglia delle Campanulaceae.

## Etimologia
Il nome generico (campanula) deriva dalla forma a campana del fiore; in particolare il vocabolo deriva dal latino e significa: piccola campana.

Dalle documentazioni risulta che il primo ad usare il nome botanico di “Campanula” sia stato il naturalista belga Rembert Dodoens, vissuto fra il 1517 e il 1585. Tale nome comunque era in uso già da tempo, anche se modificato, in molte lingue europee. Infatti nel francese arcaico queste piante venivano chiamate “Campanelles” (oggi si dicono “Campanules” o “Clochettes”), mentre in tedesco vengono dette “Glockenblumen” e in inglese “Bell-flower” o “Blue-bell”. In italiano vengono chiamare “Campanelle”. Tutte forme queste che derivano ovviamente dalla lingua latina. L'epiteto specifico (cervicaria) deriva dalla parola latina "cervix" (= cervice, collo, nuca) e potrebbe far riferimento a qualche proprietà medicamentosa nella zona cervicale.

Il binomio scientifico della pianta di questa voce è stato proposto da Carl von Linné (1707 – 1778) biologo e scrittore svedese, considerato il padre della moderna classificazione scientifica degli organismi viventi, nella pubblicazione Species Plantarum - 1: 167. 1753 del 1753.

## Descrizione
Queste piante possono arrivare fino a 2 - 7 dm di altezza. La forma biologica è emicriptofita scaposa (H scap), ossia in generale sono piante erbacee, a ciclo biologico perenne, con gemme svernanti al livello del suolo e protette dalla lettiera o dalla neve e sono dotate di un asse fiorale eretto e spesso privo di foglie. Il ciclo biologico può essere anche bienne. Tutta la pianta è ruvida e ispida. Contengono inoltre lattice lattescente e accumulano inulina.

### Radici
Le radici sono secondarie da rizoma.

### Fusto
- Parte ipogea: la parte sotterranea consiste in un corto rizoma.
- Parte epigea: la parte aerea del fusto è eretta, semplice e pelosa. La sezione del fusto è angolosa e la superficie è verde.

### Foglie
Le foglie si dividono in inferiori e superiori. Quelle inferiori hanno delle forme lineari-spatolate e sono progressivamente ristrette alla base; i bordi sono percorsi da dentelli ottusi e la lamina è più o meno ondulata. Le foglie superiori hanno delle forme triangolai-cuoriformi e sono amplessicauli. Dimensioni delle foglie inferiori: larghezza 1,5 – 5 cm; lunghezza 3 – 12 cm. Dimensioni delle foglie superiori: larghezza 10 – 15 mm; lunghezza 30 – 50 mm.

### Infiorescenza/Fiore
Le infiorescenze sono di tipo agglomerato terminale sottese da alcune brattee fogliacee; lungo il caule possono essere presenti anche delle infiorescenze intermedie. I fiori, sessili, sono tetra-ciclici, ossia sono presenti 4 verticilli: calice – corolla – androceo – gineceo (in questo caso il perianzio è ben distinto tra calice e corolla) e pentameri (ogni verticillo ha 5 elementi). I fiori sono gamopetali, ermafroditi e attinomorfi.
- Formula fiorale: per questa pianta viene indicata la seguente formula fiorale:

K (5), C (5), A (5), G (2-5), infero, capsula
- Calice: il calice è un tubo terminante in 5 denti (sepali) ovali, arrotondati all'apice e toccantisi sui bordi; i denti sono due volte più lunghi che larghi. Tra un dente e l'altro del calice non è inserita nessuna appendice riflessa. Dimensione dei denti: larghezza 1,7 – 2 mm; lunghezza 3,5 – 4 mm.
- Corolla: la corolla campanulata è formata da 5 petali più o meno concresciuti in un tubo. Il colore è azzurro-violetto pallido. I petali sono privi di ali marginali. Lunghezza della corolla: 12 – 25 mm.
- Androceo: gli stami sono 5 con antere, libere (ossia saldate solamente alla base) e filamenti sottili ma membranosi alla base. Il polline è 3-porato e spinuloso.
- Gineceo: lo stilo è unico con 3 stigmi. L'ovario è infero, 3-loculare con placentazione assile (centrale), formato da 3 carpelli (ovario sincarpico). Lo stilo possiede dei peli per raccogliere il polline e sporge oltre le fauci corolline.
- Fioritura: da giugno a agosto.

### Frutti
I frutti sono delle capsule poricide 3-loculare, ossia deiscenti mediante pori laterali aprentesi inferiormente ai denti calicini; i semi sono molto minuti.

## Riproduzione
- Impollinazione: l'impollinazione avviene tramite insetti (impollinazione entomogama). In queste piante è presente un particolare meccanismo a "pistone": le antere formano un tubo nel quale viene rilasciato il polline raccolto successivamente dai peli dallo stilo che nel frattempo si accresce e porta il polline verso l'esterno.[8]
- Riproduzione: la fecondazione avviene fondamentalmente tramite l'impollinazione dei fiori (vedi sopra).
- Dispersione: i semi cadendo a terra (dopo essere stati trasportati per alcuni metri dal vento, essendo molto minuti e leggeri – disseminazione anemocora) sono successivamente dispersi soprattutto da insetti tipo formiche (disseminazione mirmecoria).

## Distribuzione e habitat

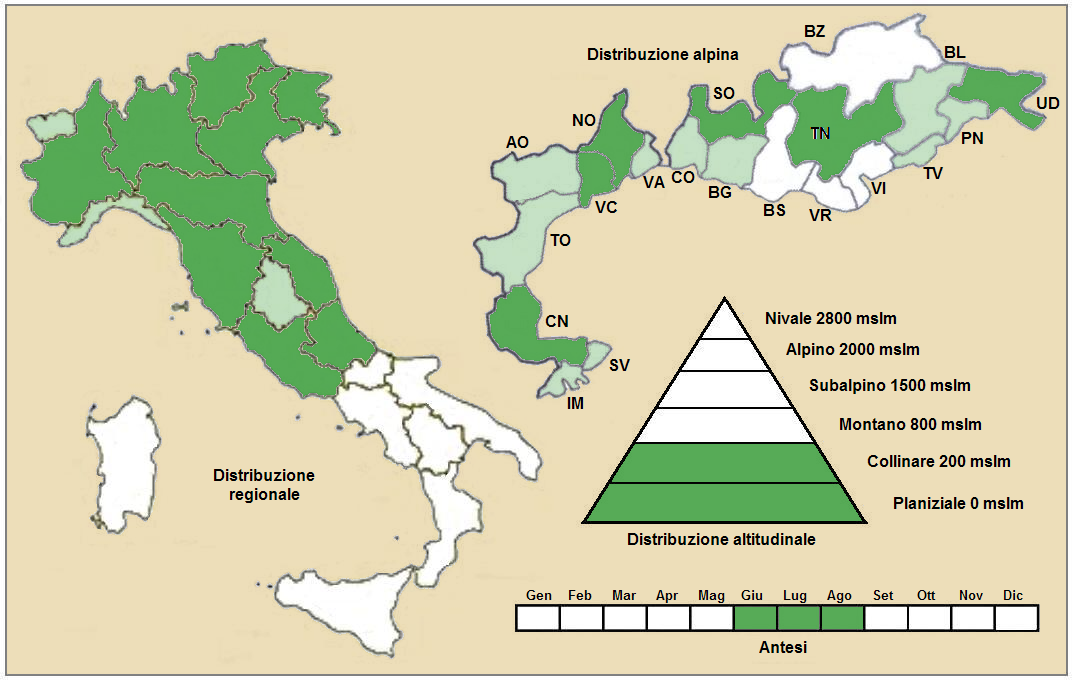
Distribuzione della pianta
(Distribuzione regionale – Distribuzione alpina)

- Geoelemento: il tipo corologico (area di origine) è Europeo.
- Distribuzione: in Italia è presente al Nord (rara) e al Centro (molto rara). Nelle Alpi la distribuzione è molto discontinua. Anche all'estero (sempre nelle Alpi) è presente in modo sparso: Francia (dipartimenti di Alpes-de-Haute-Provence e Isère); Svizzera (cantone Berna); Austria (Länder della Carinzia, Stiria e Austria Inferiore); Slovenia. Sui rilievi europei collegati alle Alpi si trova nella Foresta Nera, Vosgi, Massiccio del Giura, Massiccio Centrale, Monti Balcani e Carpazi.[10] Nel resto dell'Europa è presente più o meno in tutte le aree.[11]
- Habitat: l'habitat tipico sono i pascoli aridi e le boscaglie; ma anche le praterie rase, i margini erbacei dei boschi e gli arbusteti meso-termofili. Il substrato preferito è sia calcareo che siliceo con pH neutro, medi valori nutrizionali del terreno che deve essere mediamente umido.[10]
- Distribuzione altitudinale: sui rilievi queste piante si possono trovare fino a 1400 m s.l.m.; frequentano quindi i seguenti piani vegetazionali: collinare e montano (oltre a quello planiziale – a livello del mare).

### Fitosociologia
Dal punto di vista fitosociologico Campanula cervicaria appartiene alla seguente comunità vegetale:
Formazione : comunità delle macro- e megaforbie terrestri
Classe : Trifolio-Geranietea sanguinei
Ordine : Origanetalia vulgaris
Alleanza : Geranion sanguinei

## Tassonomia
La famiglia di appartenenza della Campanula cervicaria (Campanulaceae) è relativamente numerosa con 89 generi per oltre 2000 specie (sul territorio italiano si contano una dozzina di generi per un totale di circa 100 specie); comprende erbacee ma anche arbusti, distribuiti in tutto il mondo, ma soprattutto nelle zone temperate. Il genere di questa voce appartiene alla sottofamiglia Campanuloideae (una delle cinque sottofamiglie nella quale è stata suddivisa la famiglia Campanulaceae) comprendente circa 50 generi (Campanula è uno di questi). Il genere Campanula a sua volta comprende 449 specie (circa 50 nella flora italiana) a distribuzione soprattutto circumboreale.

Il numero cromosomico di C. cervicaria è: 2n = 34.

### Sinonimi
Questa entità ha avuto nel tempo diverse nomenclature. L'elenco seguente indica alcuni tra i sinonimi più frequenti:
- Campanula capitata Schur
- Campanula cephalaria  Vuk.
- Campanula cephalaria var. cardiophylla  Vuk.
- Campanula cephalaria var. macrophylla  Schloss. ex Vuk.
- Campanula cephalaria var. ovaliphylla  Vuk.
- Campanula cephalaria var. polyanthemos  Vuk.
- Campanula cerviana  Pall.
- Campanula cervicaria var. albiflora  Schur
- Campanula cervicaria var. capitata  Schur
- Campanula cervicaria var. dalmatica  (Tausch) Nyman
- Campanula cervicaria var. lingulata  Nyman
- Campanula cervicaria var. longifolia  Nyman
- Campanula cervicaria var. oblongifolia  Schur
- Campanula dalmatica  Tausch
- Campanula echiifolia  Rupr.
- Campanula glomerata var. cervicaria  (L.) Kuntze
- Campanula ligulata  Steud.
- Campanula lingulata  Rchb.
- Campanula longifolia  Schloss. E Vuk.
- Syncodon cervicaria  (L.) Fourr.
- Syncodon cervicarium  (L.) Fourr.
- Weitenwebera cervicaria  (L.) Opiz

### Specie simili
Una specie molto simile alla Campanula cervicaria è la Campanula glomerata L.. Quest'ultima si distingue per il fusto in genere arrossato, le foglie lanceolate e i denti del calice acuti e allungati. La Campanula foliosa Ten. (più simile alla glomerata) è essenzialmente distribuita al sud e quindi lontana dall'areale della cervicaria.

## Altre notizie
La campanula cervicaria in altre lingue è chiamata nei seguenti modi:
- (DE)  Borstige Glockenblume
- (FR)  Campanule cervicaire